# Synagoge Harburg (Schwaben)

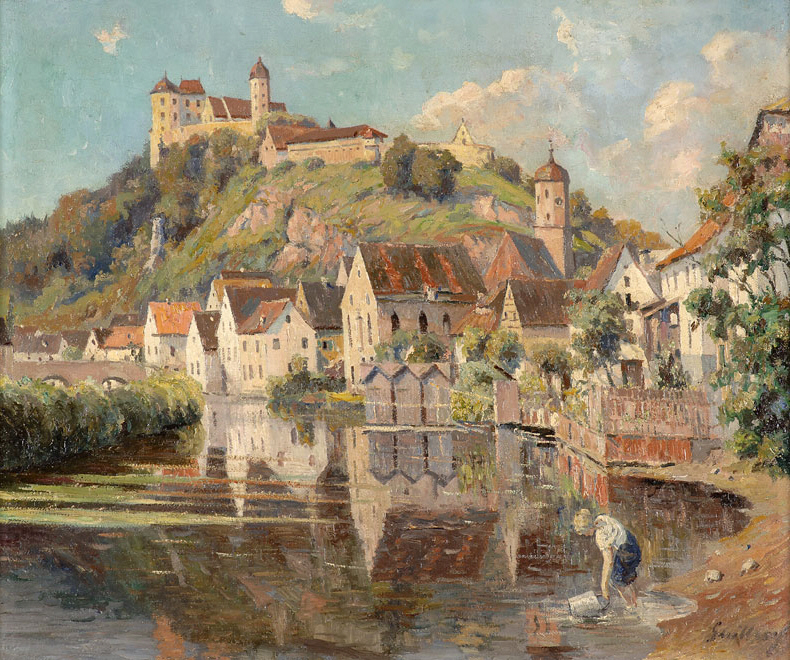
Gemälde von Franz Paul Guillery, Synagoge in der Bildmitte

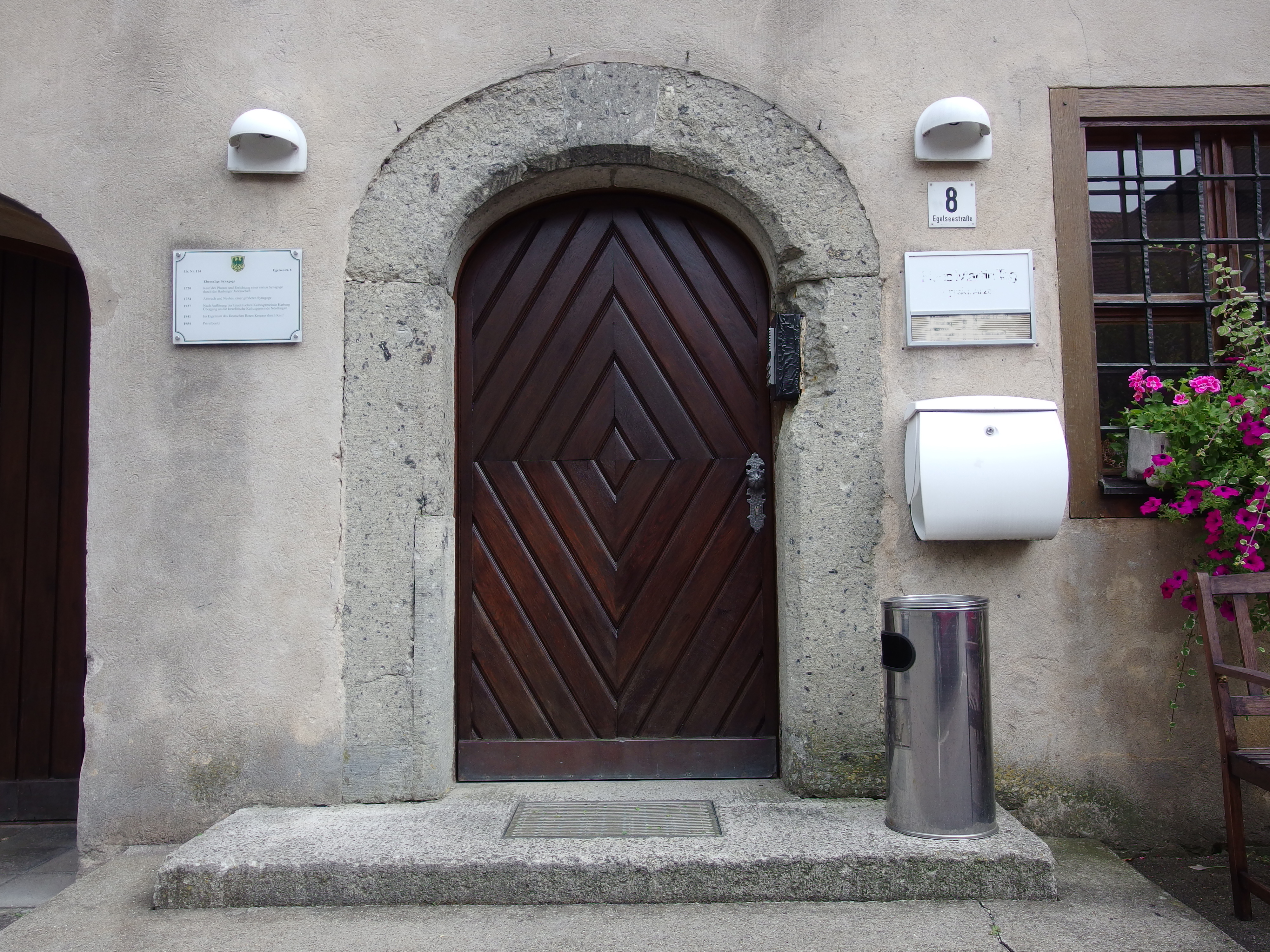
Eingang zur ehemaligen Synagoge in Harburg

Die Synagoge in Harburg, einer Stadt im schwäbischen Landkreis Donau-Ries in Bayern, wurde 1754 errichtet. Die profanierte Synagoge an der Egelseestraße 8 ist ein geschütztes Baudenkmal.

## Geschichte
Im Jahr 1754 wurde anstelle einer früheren Synagoge der Neubau errichtet. Sein Baumeister ist unbekannt. Die Synagoge wurde im Inneren mehrfach umgestaltet und während der Novemberpogrome 1938 innen zerstört. Das Gebäude diente nach 1939 als Lagerhaus und ab 1951 als Wohnhaus. Um 1968 wurde es zum Wohn- und Bürohaus umgebaut.

## Beschreibung
Der dreigeschossige freistehende Satteldachbau mit Eckbossierung und korbbogiger Toreinfahrt besitzt im Obergeschoss zur Uferseite hin eine Nische für den Thoraschrein. Im Erdgeschoss befand sich die Rabbinerwohnung und ein Raum für die Gemeindeverwaltung. Die Mikwe wurde Anfang des 19. Jahrhunderts eingerichtet. Im ersten Obergeschoss war der nach Osten ausgerichtete Betsaal, der von einem Tonnengewölbe bedeckt wurde. In der Raummitte stand der achtseitige Almemor, der von einem Baldachin mit Holzschnitzereien im Stil des Rokoko überdacht wurde. Der Raum bot Platz für 87 Männer und für 75 Frauen auf der Empore.   